# Ein Mann geht seinen Weg
Ein Mann geht seinen Weg ist ein britisch-US-amerikanischer Kriminalfilm von Michael Anderson aus dem Jahr 1961 mit Gary Cooper und Deborah Kerr in den Hauptrollen.

## Handlung
Donald Heath, Angestellter einer englischen Speditionsfirma, wird aufgrund der Aussage des amerikanischen Geschäftsführers George Radcliffe wegen Raubmordes zu lebenslangem Zuchthaus verurteilt. Der Angeklagte beteuerte weiter seine Unschuld, und auch die gestohlenen 60.000 Pfund wurden nicht gefunden. 
Als Radcliffe mit seiner Frau Martha das Gerichtsgebäude verlässt, wird er von einem gewissen Jeremy Clay (im Original: Grey) angesprochen, der ihn fragt, wie man sich fühle, wenn man jemand hinter Gittern gebracht habe. 
Sechs Jahre später erhält Radcliffe einen Brief, der aus einem vor fünf Jahren geraubten Postsack stammt und erst jetzt wieder aufgefunden wurde. Martha öffnet den Brief, liest ihn und erschrickt. Er ist von Jeremy Clay, und Radcliffe wird darin beschuldigt, den damaligen Mord aus Geldgier selbst begangen zu haben.
Martha erinnert sich jetzt an verschiedene eigenartige Reaktionen ihres Mannes aus jener Zeit, und sie fängt an, an George zu zweifeln. Eine alte Freundin und ein ehemaliger Jugendfreund tragen auch nicht zur Entspannung bei. Sie wollen George in London gesehen haben, während Martha ihn in Paris auf einer Geschäftsreise wähnte.
Radcliffe hat den Brief bisher nicht allzu ernst genommen. Als er aber sieht, wie sich seine Frau immer mehr von ihm entfernt, sucht er Jeremy, den Schreiber des Briefes auf. Martha ihrerseits sucht auf eigene Faust die Wahrheit herauszufinden, sie wälzt alte Zeitungsarchive und besucht die Frau des Verurteilten. Natürlich ist auch Mrs. Heath von der Unschuld ihres Mannes Donald überzeugt, was Marthas Zweifel an ihrem Mann vergrößert. 
Martha begegnet auf ihrer Suche schließlich dem wirklichen Mörder; es ist Clay, der sich mit einer unbedachten Äußerung verrät und keinen anderen Ausweg sieht, als sie zu töten und den Mord ihrem Mann anzuhängen. Doch in letzter Minute kommt Radcliffe als Retter dazwischen und überwältigt Clay.

## Kritiken
„Das bis auf den reißerischen Schluß bemerkenswert niveau- und spannungsvolle Kriminalspiel zeigt Gary Cooper in seiner letzten Rolle.“

## Hintergrund
Das Drehbuch von Joseph Stefano basierte auf dem Roman First Train to Babylon von Max Ehrlich. 
Der Hauptdarsteller Gary Cooper, der mit seiner Baroda Productions auch als Mitproduzent tätig war, arbeitete nach Die den Tod nicht fürchten zum zweiten Mal mit dem Regisseur Michael Anderson zusammen. Trotz seiner geschwächten Gesundheit überstand er die im Dezember 1960 in England abgeschlossenen Dreharbeiten. Es war sein letzter Film, da er im Folgejahr seinem Krebsleiden erlag.
Die United Artists brachte den Film 1961, bereits nach dem Tod von Gary Cooper, in die bundesdeutschen Lichtspielhäuser. In dieser bis heute gebräuchlichen Synchronfassung bekam Gary Cooper die Stimme von Paul Klinger.